# Antiguraleus galatea
Antiguraleus galatea é uma espécie de gastrópode do gênero Antiguraleus, pertencente a família Mangeliidae.